# 스타드 드 랭스 B
스타드 드 랭스 B(프랑스어: Stade de Reims B)는 프랑스의 축구 클럽이다. 또한 스타드 드 랭스의 리저브팀으로 활동 중이다.